# Hospital de la Universidad de Santo Tomás
El Hospital de la Universidad de Santo Tomás se encuentra dentro del campus España, de la Universidad de Santo Tomás en Manila, Filipinas. Fue fundado en 1577 como el Hospital San Juan de Dios que se convirtió en el centro de formación clínica de los estudiantes de medicina de la Universidad de Santo Tomás.
El Hospital San Juan de Dios, el precursor de la HUST, fue fundado en 1577 por el hermano franciscano Fray Juan Clemente. El 29 de octubre de 1875, Su Alteza Real el Rey Alfonso de España decretó que el hospital de tres siglos de antigüedad ubicado en Intramuros, se convertiría en el centro de formación clínica de los estudiantes de medicina de la Facultad de Medicina y Cirugía de la Universidad de Santo Tomás, que a su vez se encuentra en Intramuros.